# Metropolitní oblast

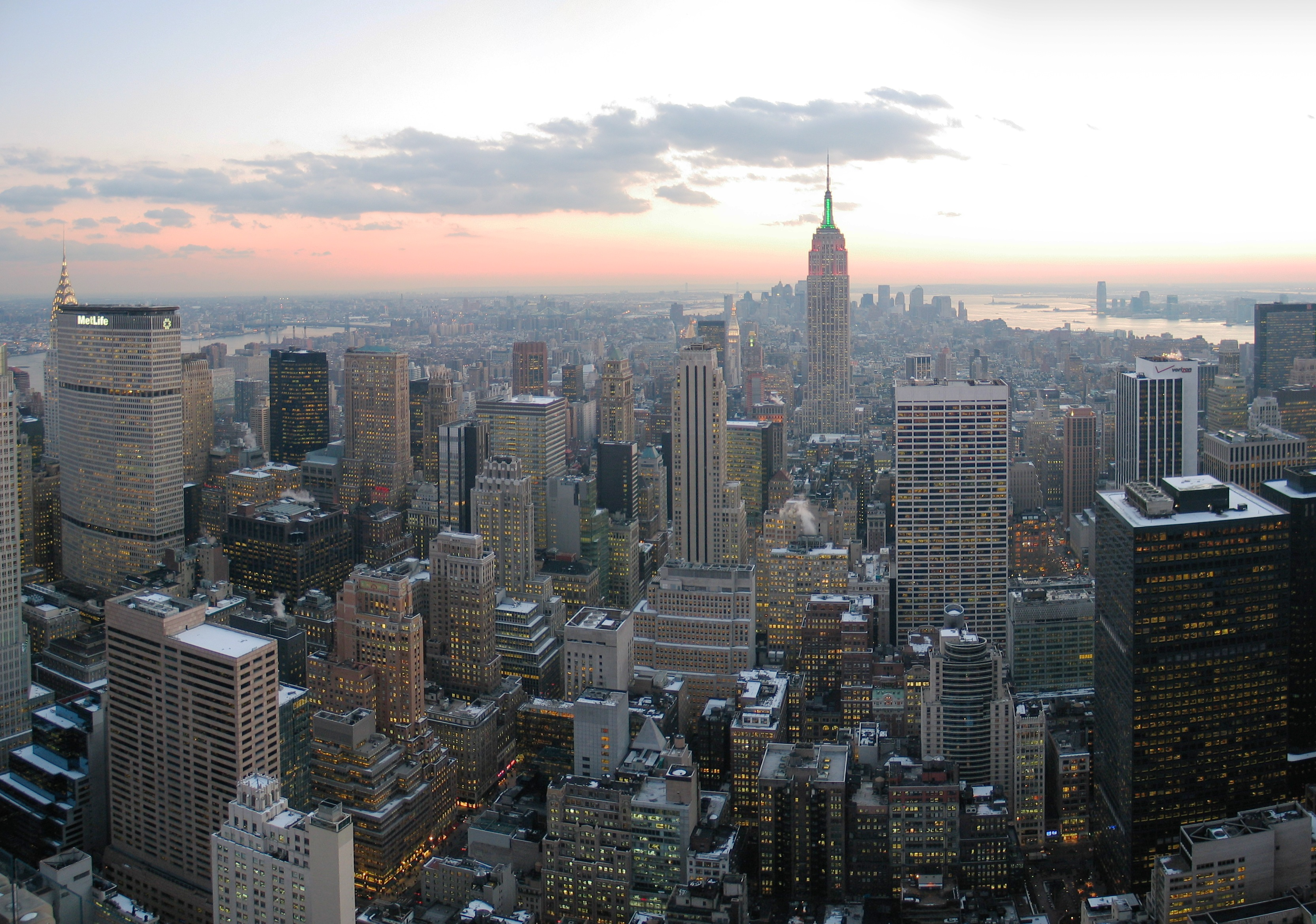
Newyorská metropolitní oblast, jedna z nejlidnatějších na světě

Metropolitní oblast je velké seskupení sídel tvořené zpravidla velkoměstem či městem (tzv. metropolí) a přilehlými oblastmi (aglomerací). Metropolitní oblast je obyčejně kombinovaná s aglomerací, souvislou zastavěnou oblastí s periferními zónami, které nemusí mít urbanistický charakter, ale jsou svázány s centrem. 

## Ve světě
Největší metropolitní oblasti na světě jsou souměstí měst Tokia, Mexika a New Yorku. 

## V České republice
V Česku jsou definovány tři metropolitní oblasti – Pražská, Brněnská a Ostravská.

## Příklady metropolitních oblastí
- Metropolitní oblasti v Česku
- Slezská metropolitní oblast (území Česka a Polska s centry v Katowicích a Ostravě)
- Metropolitní oblasti ve Spojených státech amerických
- Metropolitní oblasti Španělska